# کریستوفر آسکیلدسن
کریستوفر آسکیلدسن (انگلیسی: Kristoffer Askildsen؛ زادهٔ ۹ ژانویهٔ ۲۰۰۱) بازیکن فوتبال اهل نروژ است.
از باشگاه‌هایی که در آن بازی کرده‌است می‌توان به باشگاه فوتبال سمپدوریا اشاره کرد.
وی همچنین در تیم‌های ملی فوتبال زیر ۱۸ سال نروژ، زیر ۱۹ سال نروژ، زیر ۲۱ سال نروژ، و بزرگسالان نروژ بازی کرده‌است.